# Cementación

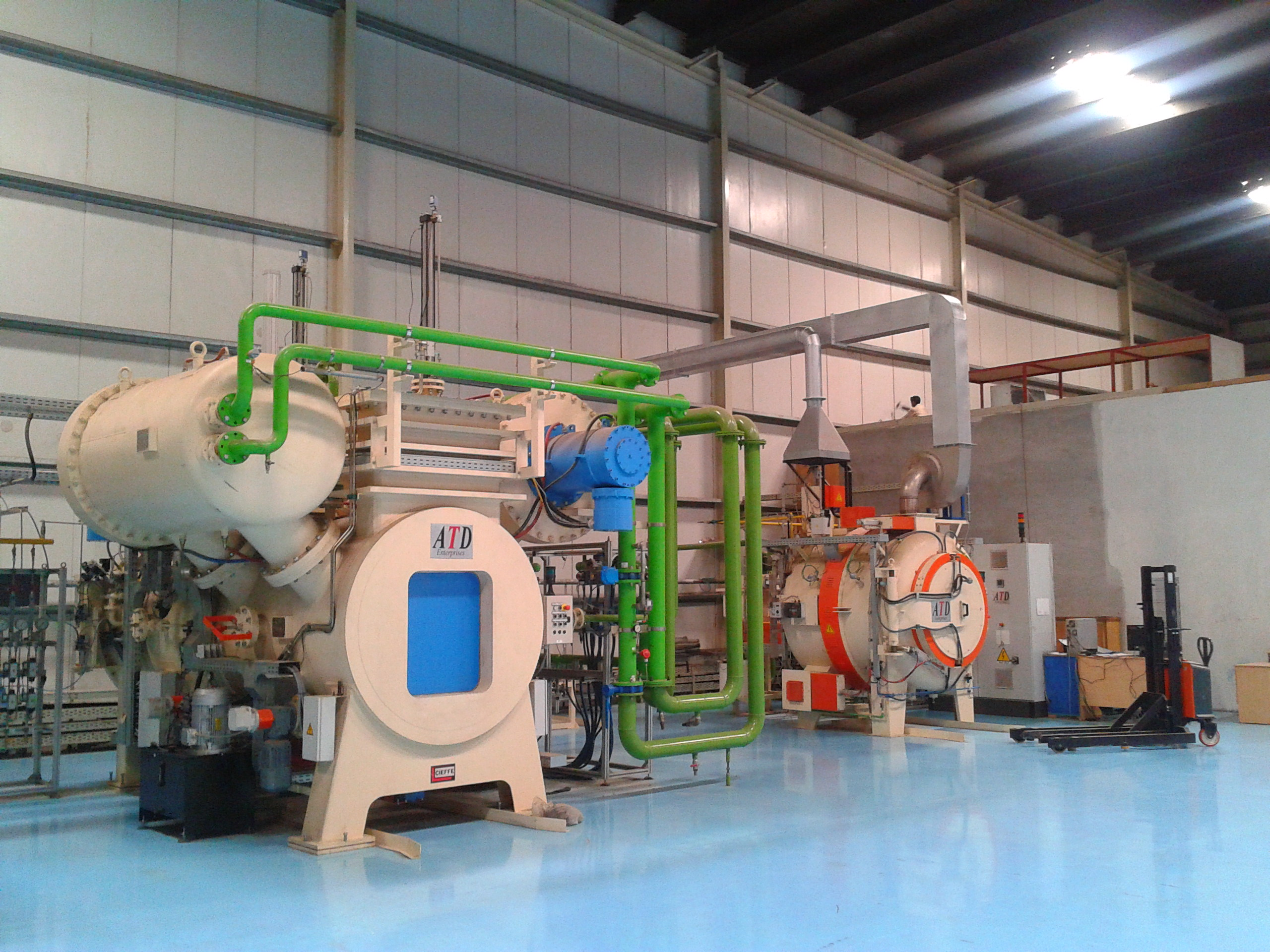
Un moderno horno de cementación de gas controlado por ordenador

La cementación, a veces citada como carburizado o carburización, es un tratamiento térmico de endurecimiento superficial en el que el hierro o el acero absorben carbono mientras el metal se calienta en presencia de un material que contiene carbono, como carbón vegetal o monóxido de carbono. La intención es endurecer el metal. Dependiendo de la duración del proceso y de su temperatura, el área afectada puede variar en contenido de carbono. Los tiempos de cementación más largos y las temperaturas más altas generalmente aumentan la profundidad de la difusión del carbono.
De forma similar, cuando el hierro o el acero se enfrían rápidamente mediante templado, el mayor contenido de carbono en la superficie exterior se endurece debido a la transformación de austenita en martensita, mientras que el núcleo permanece blando y resistente con microestructura de ferrita y/o perlita. Sin embargo, el carburizado permite el enfriamiento gradual de las piezas tratadas, lo que evita las tensiones térmicas generadas por el templado.
Este proceso de fabricación se puede caracterizar por los siguientes puntos clave:
- Se aplica a piezas de trabajo bajas en carbono.
- Las piezas de trabajo están en contacto con un gas, líquido o sólido con alto contenido de carbono.
- Se genera una superficie endurecida; pero los núcleos de las piezas conservan en gran medida su tenacidad y ductilidad.
- Produce profundidades de cementación de hasta 0,6 mm.

En algunos casos, sirve para revertir el descarburizado no deseado generado durante un proceso de fabricación.

## Procedimiento

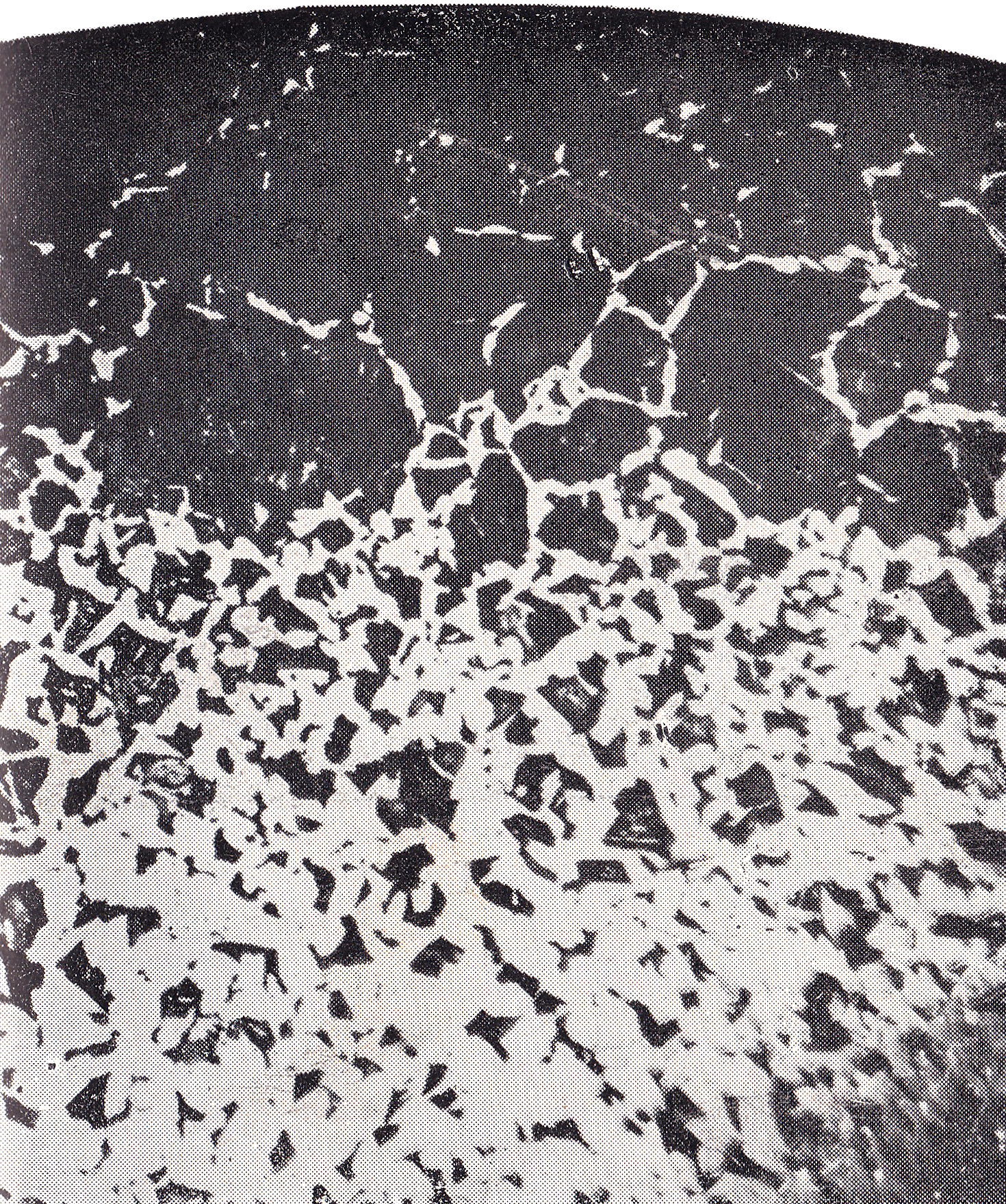
Sección transversal de una pieza de acero bajo en carbono sometida a carburizado. La parte negra cerca de la superficie (lado superior de la figura) es perlita que se ha podido carburizar, y la parte blanca cerca del interior (lado inferior de la figura) es ferrita.

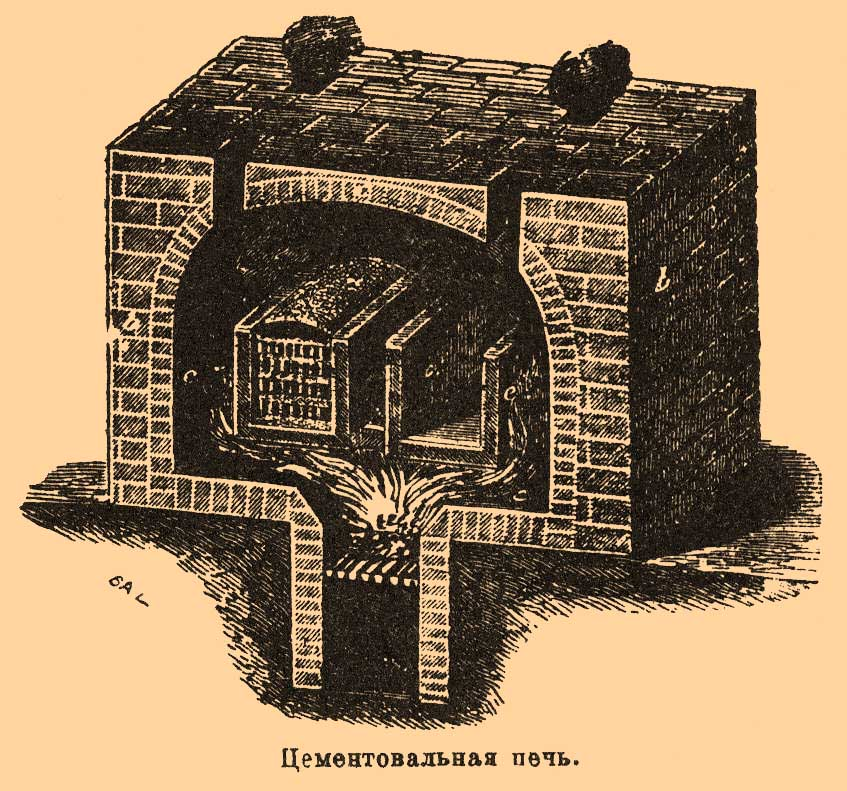
Horno de cementación del.

La cementación del acero implica un tratamiento térmico de la superficie metálica utilizando una fuente de carbono. El carburizado se puede utilizar para aumentar la dureza de la superficie del acero con bajo contenido de carbono.
Antiguamente se usaba la aplicación directa de carbón vegetal empaquetado alrededor de la muestra a tratar (proceso inicialmente denominado cementación), pero las técnicas modernas usan gases o plasmas que contienen carbono (como dióxido de carbono o metano). El proceso depende principalmente de la composición del gas utilizado y de la temperatura del horno, que deben controlarse cuidadosamente, ya que el calor también puede afectar la microestructura del resto del material. Para aplicaciones en las que se desea un gran control sobre la composición del gas, la carburación puede tener lugar a presiones muy bajas en una cámara de vacío.
La carburación por plasma se usa cada vez más para mejorar las características superficiales (como la resistencia al desgaste y a la corrosión, la dureza, y la capacidad de carga, además de otras variables que inciden en su calidad) de varios metales, en particular del acero inoxidable. El proceso es respetuoso con el medio ambiente (en comparación con la cementación gaseosa o sólida). También proporciona un tratamiento uniforme de componentes con geometría compleja (el plasma puede penetrar en orificios y espacios reducidos), lo que lo hace muy flexible en términos de tratamiento de componentes.
El proceso de carburización funciona mediante la difusión de átomos de carbono en las capas superficiales de un metal. Como los metales están formados por átomos unidos estrechamente a una red de Bravais metálica, los átomos de carbono se difunden en la estructura cristalina del metal y permanecen en solución (disueltos dentro de la matriz cristalina del metal; esto normalmente ocurre a temperaturas más bajas) o reaccionan con elementos en el metal anfitrión para formar carburos (normalmente a temperaturas más altas, debido a la mayor movilidad de los átomos del metal anfitrión). Si el carbono permanece en una solución sólida, el acero se trata térmicamente para endurecerlo. Ambos mecanismos fortalecen la superficie del metal, el primero formando perlita o martensita, y el segundo mediante la formación de carburos. Ambos materiales son duros y resisten a la abrasión.
La cementación con gas se lleva a cabo normalmente a una temperatura dentro del rango de 900 a 950 °C.
En soldadura de oxiacetileno, una llama carburizante es aquella con poco oxígeno, lo que produce una llama con hollín de temperatura más baja. A menudo se usa para el recocido de metales, haciéndolos más maleables y flexibles durante el proceso de soldadura.
Un objetivo principal al producir piezas de trabajo cementadas es garantizar el máximo contacto entre la superficie de la pieza de trabajo y los elementos ricos en carbono. En la cementación con gas y líquido, las piezas de trabajo a menudo se sostienen en canastas de malla o se suspenden con alambre. En la cementación en paquete, la pieza de trabajo y el carbón están encerrados en un recipiente para garantizar que se mantenga el contacto en la mayor superficie posible. Los recipientes de carburación de paquete generalmente están hechos de acero al carbono recubierto con aluminio o aleación de cromo-níquel resistente al calor y sellados en todas las aberturas con arcilla refractaria.

## Agentes endurecedores
Existen diferentes tipos de elementos o materiales que se pueden utilizar para realizar este proceso, pero consisten principalmente en materiales con un alto contenido de carbono. Algunos agentes endurecedores típicos incluyen gases como monóxido de carbono (CO), cianuro de sodio y carbonato de bario, o carbón vegetal de maderas duras. En la cementación con gas, se usan propano o gas natural como fuentes de carbono. En la cementación líquida, el carbono se deriva de una sal fundida compuesta principalmente de cianuro de sodio (NaCN) y cloruro de bario (BaCl2). En la cementación en paquete, el coque o el carbón de madera dura emiten monóxido de carbono.

## Posibilidades geométricas
Hay todo tipo de piezas de trabajo que se pueden cementar, lo que significa posibilidades casi ilimitadas para las formas que se pueden tratar. Sin embargo, se debe prestar especial atención a los materiales que contienen secciones no uniformes o no simétricas. Diferentes secciones transversales pueden tener diferentes velocidades de enfriamiento, que pueden causar tensiones excesivas en el material y provocar roturas.

## Cambios dimensionales
Es virtualmente imposible que una pieza de trabajo se someta a carburización sin tener algunos cambios dimensionales. La cantidad de estos cambios varía según el tipo de material que se utiliza, el proceso al que se somete el material y el tamaño y la forma originales de la pieza de trabajo. Sin embargo, los cambios son pequeños en comparación con las operaciones de tratamiento térmico.
| Propiedades del material de trabajo | Efectos de la cementación                                                                                               |
| ----------------------------------- | --- |
| Mecánicos                           | - Aumento de la dureza de la superficie - Mayor resistencia al desgaste - Mayor resistencia a la fatiga y a la tracción |
| Físicos                             | - Puede producir crecimiento del grano - Puede haber cambios en el volumen                                              |
| Químicos                            | - Aumento del contenido de carbono en la superficie                                                                     |

## Material de la pieza
Por lo general, los materiales que se carburizan son aceros aleados y con bajo contenido de carbono, con un contenido inicial de carbono que oscila entre el 0,2 y el 0,3 %. La superficie de la pieza de trabajo debe estar libre de contaminantes, como aceite, óxidos o soluciones alcalinas, que impidan o dificulten la difusión de carbono en la superficie de la pieza de trabajo.

## Comparación de diferentes métodos
En general, los equipos de carburización por paquete pueden acomodar piezas de trabajo más grandes que los equipos de carburación con líquido o gas, pero los métodos de carburización con líquido o gas son más rápidos y se prestan al manejo mecanizado de materiales. Además, las ventajas de cementar mediante carbonitruración son una mayor profundidad del tratamiento (es posible obtener espesores de más de 7,6 mm, menos distorsión y mejor resistencia al impacto. Esto lo hace perfecto para aplicaciones de alta resistencia y desgaste (por ejemplo, tijeras o espadas). Las desventajas incluyen gastos adicionales, temperaturas de trabajo más altas y mayor tiempo.

## Elección del equipo
En general, la cementación con gas se usa para piezas que son grandes; la cementación líquida se usa para piezas pequeñas y medianas; y la cementación en paquete se puede usar para piezas grandes y el procesamiento individual de piezas pequeñas a granel. La carburación al vacío (carburización a baja presión o LPC) se puede aplicar en un amplio espectro de piezas cuando se usa junto con aceite o enfriamiento con gas a alta presión (HPGQ), según los elementos de aleación dentro del material base.